# Socialistická republika Bosna a Hercegovina
Socialistická republika Bosna a Hercegovina (zkráceně SR Bosna a Hercegovina; srbochorvatsky Socijalistička Republika Bosna i Hercegovina, Социјалистичка Pепублика Босна и Херцеговина) byla socialistickou republikou, jež byla součástí Socialistické federativní republiky Jugoslávie. Součástí AVNOJské Jugoslávie se země stala v roce 1943. V lednu 1992 místní Srbové vyhlásili Republiku srbského národa v Bosně a Hercegovině, která byla prohlášena za jednotku SFRJ. Jugoslávskou federaci Bosna a Hercegovina opustila v březnu 1992, od dubna 1992 v zemi zuřila občanská válka.

## Vývoj názvu
- 1945–1946: Federální stát Bosna a Hercegovina jako součást Demokratické federativní Jugoslávie
- 1946–1963: Lidová republika Bosna a Hercegovina jako součást Federativní lidové republiky Jugoslávie
- 1963–1992: Socialistická republika Bosna a Hercegovina jako součást Socialistické federativní republiky Jugoslávie

## Historie
Původní představa některých čelných funkcionářů AVNOJe počítala se vznikem národnostně homogenních republik, což by znamenalo, že Bosna a Hercegovina by se stala patrně pouze autonomní oblastí, jejíž postavení by bylo složité, neboť nebylo možné rozhodnout, zda Bosnu přiřknout k národnostně homogennějšímu Chorvatsku nebo Srbsku. Proto existovaly také například návrhy zvláštní autonomní oblasti řízené z federace. Nakonec se s poukazem na ztráty Bosňanů v národnostně-osvobozeneckých bojích podařilo přesvědčit Edvarda Kardelje, který se statutem republiky souhlasil a v tomto duchu informoval i Tita. To ve výsledku znamenalo, že 25. listopadu 1943 mohl Zemský protifašistický výbor národního osvobození Bosny a Hercegoviny vyhlásit státnost Bosny a Hercegoviny a přihlásit se k vytváření lidové a federativní Jugoslávie.
První vláda Lidové republiky Bosny a Hercegoviny byla ustavena v Sarajevu v dubnu 1945.
Administrativně-územní vymezení Bosny a Hercegoviny bylo v roce 1945 provedeno podle hranic Bosny a Hercegoviny stanovené Berlínským kongresem z roku 1878, přičemž došlo k drobným výměnám území s Chorvatskem a Černou Horou.
Po celou dobu existence lidové, resp. socialistické republiky byla řešena otázka zdejších národností. V případě Srbů a Chorvatů problém nebyl, v případě Muslimů (od roku 1993 nazývaných Bosňáci) však byly různé tendence, které měly vést k jejich řazení mezi předchozí dvě národnosti nebo do skupiny Jugoslávců s poukazem na to, že označení Muslimové vyjadřuje příslušnost ke konfesi a ne k národnosti. Smutným vyvrcholením rozporů mezi etniky byla zvěrstva za občanské války.
Republikové ústavy byly přijaty v letech 1946, 1963 a 1974.

## Politika
Politickou hegemonii zde jako ve zbytku federace měla do roku 1990 Komunistická strana, respektive Svaz komunistů.
V čele státu je po roce 1974, po vzoru federálního Předsednictva, republikové Předsednictvo.
Výsledky prvních svobodných voleb kopírovaly etnické složení republiky. Skoro 40% hlasů získala Strana demokratické akce (SDA) Alije Izetbegoviće, třetinu hlasů získala Srbská demokratická strana Bosny a Hercogoviny (SDS) a dvacet procet získalo Chorvatské demokratické společenství Bosny a Hercegoviny (HDZ BiH).

## Političtí představitelé
- Předseda Zemské antifašistické rady národního osvobození Bosny a Hercegoviny (ZABNOBiH)
  - Srb Vojislav Kecmanović (25. listopadu 1943 – 26. dubna 1945)
- Předseda Předsednictva Národního shromáždění
  - Srb Vojislav Kecmanović (26. dubna 1945 – listopad 1946)
  - Srb Đuro Pucar (listopad 1946 – září 1948)
  - Srb Vlado Šegrt (září 1948 – březen 1953)
- Předseda Národního shromáždění
  - Srb Đuro Pucar (prosinec 1953 – červen 1963)
  - Srb Ratomir Dugonjić (červen 1963 – 1967)
  - Muslim/Bosňák Džemal Bijedić (1967–1971)
  - Muslim/Bosňák Hamdija Pozderac (1971 – květen 1974)
- Předseda Předsednictva
  - Srb Ratomir Dugonjić (květen 1974 – duben 1978)
  - Muslim/Bosňák Raif Dizdarević (duben 1978 – duben 1982)
  - Chorvat Branko Mikulić (duben 1982 – 26. dubna 1984)
  - Srb Milanko Renovica (26. dubna 1984 – 26. dubna 1985)
  - Muslim/Bosňák Munir Mesihović (26. dubna 1985 – duben 1987)
  - Chorvat Mato Andrić (duben 1987 – duben 1988)
  - Chorvat Nikola Filipović (duben 1988 – duben 1989)
  - Srb Obrad Piljak (duben 1989 – 20. prosince 1990)
  - Muslim/Bosňák Alija Izetbegović (20. prosince 1990 – 8. dubna 1992)

- Ministr pro Bosnu a Hercegovinu (součást jugoslávské vlády)
  - Srb Rodoljub Čolaković (7. března 1945 – 27. dubna 1945)
- Ministerský předseda
  - Srb Rodoljub Čolaković (27. dubna 1945 – září 1948)
  - Srb Đuro Pucar (září 1948 – březen 1953)
- Předseda Výkonné rady
  - Srb Đuro Pucar (březen 1953 – prosinec 1953)
  - Muslim/Bosňák Avdo Humo (prosinec 1953 – 1956)
  - Muslim/Bosňák Osman Karabegović (1956–1963)
  - Muslim/Bosňák Hasan Brkić (1963–1965)
  - Chorvat Rudi Kolak (1965–1967)
  - Chorvat Branko Mikulić (1967–1969)
  - Srb Dragutin Kosovac (1969 – duben 1974)
  - Srb Milanko Renovica (duben 1974 – 28. dubna 1982)
  - Muslim/Bosňák Seid Maglajlija (28. dubna 1982 – 28. dubna 1984)
  - Srb Gojko Ubiparip (28. dubna 1984 – duben 1986)
  - Chorvat Josip Lovrenović (duben 1986 – duben 1988)
  - Srb Marko Ćeranić (duben 1988 – 20. prosince 1990)
  - Chorvat Jure Pelivan (20. prosince 1990 – 8. dubna 1992)

## Straničtí představitelé
- Tajemníci Komunistické strany Bosny a Hercegoviny, od 1952 Svazu komunistů Bosny a Hercegoviny
  - Srb Đuro Pucar (prosinec 1943 – březen 1965)
  - Srb Cvijetin Mijatović (březen 1965 – 1969)
  - Chorvat Branko Mikulić (1969 – duben 1978)
  - Srb Nikola Stojanović duben 1978 – květen 1982)
  - Muslim/Bosňák Hamdija Pozderac (23. května 1982 – 28. května 1984)
  - Chorvat Mato Andrić (28. května 1984 – červen 1986)
  - Srb Milan Uzelac (červen 1986 – květen 1988)
  - Muslim/Bosňák Abdulah Mutapčić (květen 1988 – 29. června 1989)
  - Muslim/Bosňák Nijaz Duraković (29. června 1989 – prosinec 1990)